# Fanny Lu
Fanny Lucía Martínez Buenaventura (Cali, 8 de febrero de 1973), conocida por su nombre artístico Fanny Lu, es una cantante, actriz, modelo e ingeniera colombiana.
Participó como juez y coach en reality shows como Pequeños gigantes, La Voz Colombia y La Voz Kids, también participó en Mira Quién Baila All Stars. Ha hecho doblajes para Disney Enredados en 2010, Open Season - Amigos Salvajes, El Grinch 2018.
En la actualidad se le considera como «la reina del tropipop», un género nuevo donde se fusionan los ritmos tropicales y el vallenato colombiano.
Fanny Lu fue nombrada Embajadora de Buena Voluntad de la Organización de las Naciones Unidas para la Agricultura y la Alimentación (FAO).

## Vida personal
Fanny estudió en el Colegio Bolívar de Cali y luego ingresó a la Universidad de los Andes en donde se graduó como Ingeniera Industrial. Trabajó en televisión antes de ingresar al negocio de la música. 
Tiene un hijo, Mateo Madriñan quien también es cantante.

## Biografía

### Inicios desde 1997 y 1998
Se inició en el mundo del espectáculo colombiano participando como presentadora de un programa musical llamado Siempre música. Luego se dio a conocer como locutora en dos de las principales emisoras radiales de Colombia, sin embargo, no fue reconocida sino hasta 1997 y 1998, cuando participó dentro del elenco de la telenovela colombiana Perro amor protagonizada por Julián Arango, Isabella Santodomingo y Danna García. En esta ocasión Fanny interpretó a Ana María Brando. En el año 2000 participó en la telenovela Pobre Pablo de RCN protagonizada por Roberto Cano.

### 2006-2007:Lágrimas cálidas y voz de doblaje de la película Open Season: Amigos salvajes
El 8 de agosto de 2006, Fanny Lú publica Lágrimas cálidas su álbum debut lanzado al mercado bajo el sello discográfico Universal Music Latino. «No te pido flores», el primer sencillo de esta producción, sonó en gran parte Latinoamérica, así como en EE. UU., Europa y Asia. Fue, además, seleccionado como tema principal de varias telenovelas y consiguió el primer puesto en la lista tropical de Billboard. El segundo sencillo elegido para seguir promocionando este trabajo debut fue «Y si te digo», canción que alcanzó el número 1 de la lista latina de Billboard. El tercer sencillo, «Lágrimas cálidas» no logró, sin embargo, la misma repercusión que los anteriores.
En ese mismo año, hizo su voz de doblaje para Latinoamérica en la película Open Season: Amigos salvajes, con voz de Beth, al lado del cantante mexicano Reyli y el actor mexicano Jaime Camil.

### 2008-2011:Dos
El 8 de diciembre de 2008 publicó su segundo álbum llamado Dos. Entró en el puesto 5 de la lista de álbumes más vendidos de Colombia. El primer sencillo elegido para promocionar este disco fue «Tú no eres para mí», una canción pegadiza con la que consiguió posicionarse entre los primeros puestos de la lista de éxitos colombiana. Después vinieron «Celos» y «Corazón perdido».
Entre 2009 y 2010, se dio a conocer en México con el tema «Regálame un beso» que sirvió como tema principal de la telenovela mexicana Mar de Amor. El 4 de mayo de 2010 se lanza la edición deluxe de Dos en la que se incluye la canción inédita «Mar de amor», varios remixes del primer sencillo «Tú no eres para mí» y la versión urbana de «Celos», lanzada como sencillo para promocionar esta reedición. También se incluyó un DVD con los vídeos oficiales de los sencillos del disco.
Entre 2010 y 2011, participó en la adaptación del tema «Something That I Want», en español «Algo quiero», de la película de Walt Disney Enredados, la canción se encuentra disponible en la banda sonora original de la película.

### 2011-2014:Felicidad y perpetua
El 21 de noviembre de 2011 fue publicado Felicidad y perpetua su tercer álbum de estudio, lanzado bajo el sello discográfico de Universal Music. Los diez temas que componen el disco están coescritos por Fanny Lu. Además, incluye tres colaboraciones (la mayoría son del género reguetón): el dúo venezolano Chino y Nacho, los puertorriqueños Zion y Lennox y Dálmata (Del dúo Ñejo y Dálmata). El resultado final es un álbum que fusiona sonidos muy variados. Promocionó este trabajo con una gira por diferentes países latinoamericanos. A mediados de 2011, lanzó «Fanfarrón» como primer sencillo de su tercer álbum en estudio el cual salió al mercado a mediados de noviembre del mismo año.
En 2012, formó parte del jurado de Pequeños Gigantes 2 como juez especialista en canto. También fue entrenadora de La Voz Colombia, la versión Colombiana de The Voice. El 10 de diciembre de 2012 lanzó su primer álbum antológico titulado Voz y éxitos en Estados Unidos, España y Latinoamérica. Este álbum recopila sus más importantes éxitos durante sus 6 años de carrera musical. Incluye temas como «No te pido flores», «Y si te digo», «Celos» y «Tú no eres para mí», además de canciones de su último trabajo discográfico Felicidad y Perpetua como «Fanfarrón», «Ni loca», «Don Juan» y «La mala».
En 2013 también estuvo en la Feria de Manizales, junto a Alejandro Sanz y Carlos Vives, además lanzó su primer sencillo de su cuarto álbum, el 6 de noviembre de 2013 llamado «Mujeres», lanzando en 2014 la versión remix de su sencillo junto a Joey Montana.

### 2015-presente: Nueva etapa en su carrera
En 2015, lanzó su nuevo sencillo llamado «El perfume» de la mano de Carlos Vives y Andrés Castro, este es su primer trabajo con Sony Music, el 13 de agosto de ese año colabora en el concierto de Carlos Vives titulado «Vives y sus amigos» de la gira Más corazón profundo Tour en el Estadio El Campín de Bogotá ante más de 42 mil personal cantaron «La tierra del olvido». Posteriormente lanzó dos sencillos pertenecientes a su próxima producción discográfica, «Lo que Dios quiera» junto a Gente de Zona y «Llorar es una locura» con El Mola.
En 2017, firma con su nuevo equipo de management Carlos J. Maldonado y Jorge Sánchez, al año siguiente, lanzó «Romper el hielo» una fusión de ritmos tropicales y urbanos junto al puertorriqueño Noriel. En el mismo año, la cantante estrenó su primer libro, llamado La voz de tus sueños, allí invita a luchar por los sueños mediante los sucesos personales que relata. También publica «Amor verdadero» junto a Andrés Cepeda, y el remix de «Romper el hielo», con el salsero Luis Enrique.
En 2018, nuevamente hizo su voz de doblaje en la película El Grinch, versión de la película del 2000, con la voz de Donna, al lado del comediante mexicano Eugenio Derbez.
En 2019, Fanny anuncia su noviazgo con el empresario peruano Mario Brescia Moreyra, hijo de Mario Brescia Cafferata y uno de los dueños del Grupo Breca, en febrero del 2022 anuncia que él ha pedido su mano. En diciembre de 2023 se casan finalmente.
En 2021 lanzó el tema musical “Lo Que Te Perdiste”, en coacturia con  Rod Suárez.

## Controversia
En el 2014, Fanny Lu es acusada de ofender a la tribu amazónica Uitoto con el bastón de mando de dicha comunidad en el programa colombiano La voz kids.

## Discografía
Álbumes de estudio
- 2006: Lágrimas cálidas[18]
- 2008: Dos
- 2011: Felicidad y perpetua
- 2025: Una vida bien vivida

## Filmografía
| Año       | Título                          | Papel             | Notas                                                  | Ref    |
| --------- | ------------------------------- | ----------------- | ------------------------------------------------------ | ------ |
| 1998      | Hermosa Niña                    | Bianca            | Personaje principal, telenovela                        | [ 19 ] |
| 1998-99   | Perro amor                      | Ana María Brando  | Personaje principal Cenpro Televisión                  | [ 20 ] |
| 2000      | La Caponera                     | Varios personajes | Telenovela RTI Televisión                              | [ 21 ] |
| 2000      | Pobre Pablo                     | Silvana           | Personaje secundario                                   | [ 22 ] |
| 2003      | Más vale tarde                  | Ella misma        | Invitada especial magazín La Sexta                     |        |
| 2006      | Open Season: Amigos salvajes    | Beth              | Personaje principal, papel de Voz                      | [ 23 ] |
| 2010      | Atrévete a soñar                | Ella misma        | Invitada especial, telenovela Televisa                 | [ 24 ] |
| 2011      | Enredados                       | Cantautora        | Cantautora Disney                                      | [ 25 ] |
| 2012      | Pequeños Gigantes 2             | Jueza             | Jueza, Telerrealidad Televisa                          | [ 26 ] |
| 2012—2013 | La voz Colombia                 | Entrenadora       | Telerrealidad, Entrenadora Caracol Televisión          | [ 27 ] |
| 2013      | 11-11: En mi cuadra nada cuadra | Danna             | Invitada especial, serie de televisión Nickelodeon     | [ 28 ] |
| 2013      | Chica HTV 2013                  | Presentadora      | Presentadora Principal HTV                             | [ 29 ] |
| 2014—2019 | La Voz Kids                     | Entrenadora       | Telerrealidad Infantil, Entrenadora Caracol Televisión | [ 30 ] |
| 2018      | El Grinch                       | Donna             | papel de Voz                                           | [ 31 ] |